# Wiciowce
Wiciowce (Flagellata) – typ protistów, posiadających wić (lub wici) jako organellum ruchu. Ich systematyka jest niespójna. Organizmy te występują we wszystkich wodach na kuli ziemskiej, a także wewnątrz organizmów roślinnych i zwierzęcych (symbionty). Większość z nich to heterotrofy, niektóre dodatkowo posiadają zdolności autotroficzne (miksotrofy). Ich ciało pokrywa pellikula (usztywniona błona komórkowa), niektóre posiadają także ścianę komórkową. Rozmnażają się bezpłciowo przez podział podłużny. Niektóre z nich są patogenne.